# Peenestrom und Achterwasser
Peenestrom und Achterwasser este o arie protejată (arie de protecție specială avifaunistică — SPA) din Germania întinsă pe o suprafață de 16.142 ha, integral pe uscat.

## Localizare
Centrul sitului Peenestrom und Achterwasser este situat la coordonatele 54°00′00″N 13°53′30″E / 54°N 13.8917°E.

## Înființare
Situl Peenestrom und Achterwasser a fost declarat arie de protecție specială avifaunistică în aprilie 2008 pentru a proteja 18 specii de animale.

## Biodiversitate
Situată în ecoregiunea continentală, aria protejată nu include niciun habitat protejat.
La baza desemnării sitului se află mai multe specii protejate de  păsări (18): Anas strepera strepera, gâscă de semănătură (Anser fabalis), rață-cu-cap-castaniu (Aythya ferina), rața moțată (Aythya fuligula), buhai de baltă (Botaurus stellaris stellaris), Calidris alpina schinzii, barză albă (Ciconia ciconia ciconia), erete de stuf (Circus aeruginosus), scoicar (Haematopus ostralegus), sfrâncioc roșiatic (Lanius collurio), ciocârlie de pădure (Lullula arborea), ferestraș mic (Mergus albellus), Mergus merganser merganser, Podiceps cristatus cristatus, silvie porumbacă (Sylvia nisoria), călifar alb (Tadorna tadorna), fluierarul cu picioare roșii (Tringa totanus), nagâț (Vanellus vanellus).